# 레니츠역
레니츠역(Bahnhof Lehnitz)은 브란덴부르크주 오라니엔부르크의 레니츠에 있는 철도역이다. 다음 역인 오라니엔부르크역과의 사이에는 오데르-하펠 운하가 지나간다.
건설 당시의 레니츠역은 복선 상대식 승강장이 설치된 지상역이었으며, 작은 역사가 있었다. 현재의 역사는 건설 당시에 비해서 높은 곳에 위치해 있으며 섬식 승강장이 설치되어 있다. 승강장과 지상은 계단과 보행자 터널을 통해서 연결되며, 남쪽 출입구에는 엘리베이터가 설치되어 있다. 과거 역사는 1981년/1982년에 철거되었으며, 현재는 흔적이 남아 있지 않다.

## 역사
1878년 4월 10일에 베를린 북부선의 철도역으로 개업했다. 1925년 10월 4일부터 직류 제3궤조로 전철화되었다. 비르켄베르더역 이남에서는 S반과 열차선이 분리되어 있었으나 이북에서는 같은 선로를 공유했다. 1945년에 소련에 전쟁 배상으로 복선 선로의 한 쪽이 징발되었고, 재복선화 이전까지는 S반과 장거리 열차가 선로를 공유했다. S반 전용역이 되면서 1964년부터 동쪽 승강장이 사용되지 않았다.
1977년에 북부선 복복선화 공사가 시작되었다. 오데르-하펠 운하 철교 건설 외에도 레니츠역이 완전히 재건축되었다. 선로가 서쪽으로 이설되었으며, 1980년 3월부터 과거 역의 남서쪽에 건설된 새 역의 영업이 시작되었다. 초기에는 S반 열차가 서쪽, 장거리 열차가 동쪽 선로에 정차했다. 1989년 4월부터 장거리선 선로가 S반선 동쪽에 부설되었고, S반의 복선 운행이 시작되었다.
남쪽 출입구에 엘리베이터가 없었던 시기에는 출입구와 이어지는 역 진입 경사로와 서쪽 S반선이 평면 교차했기 때문에 철도 건널목으로 보호되어 있었다. 따라서 접근성이 완전하게 확보되지 않은 것으로 취급되었기 때문에 엘리베이터 설치 요구가 있었다. 2023년 초까지 엘리베이터가 설치될 예정이었다. 공사가 지연된 끝에 2023년 12월에 엘리베이터 설치가 완료되었고, 2024년 1월 9일부터 공식적인 엘리베이터 사용이 시작되었다.

## 인접 정차역
| 베를린 S반          | 베를린 S반 | 베를린 S반                      |
| ------------------- | ---------- | ------------------------------- |
| 오라니엔부르크 방면 | S1         | 보르크스도르프 베를린 반제 방면 |